# Pterochromis congicus
Pterochromis congicus – gatunek słodkowodnej ryby z rodziny pielęgnicowatych, jedyny przedstawiciel rodzaju Pterochromis.

## Występowanie
Gatunek szeroko rozprzestrzeniony w Afryce Środkowej – w zlewni środkowego biegu Kongo.

## Opis
Osiąga do 15 cm długości standardowej (17 cm długości całkowitej).